# Nara (stolica tytularna)
Nara (łac. Diocesis Narensis) – stolica historycznej diecezji we Cesarstwie rzymskim w prowincji Byzacena, współcześnie Bir-El-Hafei w Tunezji. Obecnie katolickie biskupstwo tytularne.

## Biskupi
| Lp. | Biskup                  | Funkcja                                             | Od               | Do               |
| --- | ----------------------- | --------------------------------------------------- | ---------------- | ---------------- |
| 1   | Raffaele Angelo Palazzi | wikariusz apostolski Hengyang (Chiny)               | 15 czerwca 1928  | 11 kwietnia 1946 |
| 2   | Patrick Joseph Dunne    | biskup pomocniczy Dublina (Irlandia)                | 8 sierpnia 1946  | 16 marca 1988    |
| 3   | Nino Marzoli            | biskup pomocniczy Santa Cruz de la Sierra (Boliwia) | 16 kwietnia 1988 | 24 maja 2000     |
| 4   | Jerome Listecki         | biskup pomocniczy Chicago (USA)                     | 7 listopada 2000 | 29 grudnia 2004  |
| 5   | Jerzy Maculewicz        | administrator apostolski Uzbekistanu                | 1 kwietnia 2005  |                  |